# Drassyllus orgilus
Drassyllus orgilus är en spindelart som beskrevs av Chamberlin 1922. Drassyllus orgilus ingår i släktet Drassyllus och familjen plattbuksspindlar. Inga underarter finns listade i Catalogue of Life.